# لوئیس سولیگاناک
لوئیس سولیگاناک (انگلیسی: Luis Solignac؛ زادهٔ ۱۶ فوریهٔ ۱۹۹۱) بازیکن فوتبال اهل آرژانتین است.
از باشگاه‌هایی که در آن بازی کرده‌است می‌توان به باشگاه فوتبال بانفیلد، باشگاه فوتبال کلرادو رپیدز، باشگاه فوتبال دیورگاردن، باشگاه فوتبال ماریهامن، باشگاه ورزشی براگا، و شیکاگو فایر اشاره کرد.